# ژان کریستف لامبرتی
ژان کریستف لامبرتی (انگلیسی: Jean-Christophe Lamberti؛ زادهٔ ۱۶ ژانویهٔ ۱۹۸۲) بازیکن فوتبال اهل فرانسه است.
از باشگاه‌هایی که در آن بازی کرده‌است می‌توان به باشگاه فوتبال باستیا اشاره کرد.